# 布沙韦讷-卑尔根
布沙韦讷-卑尔根（法語：Bouchavesnes-Bergen，法語發音：[buʃavɛn bɛʁɡɛn]）是法国上法蘭西大區索姆省的一个市镇，属于佩罗讷区。

## 地名
该市镇原名“布沙韦讷”（Bouchavesnes）。第一次世界大战后，挪威卑尔根市为布沙韦讷的重建工作提供了部分资助。1920年，布沙韦讷更名为“布沙韦讷-卑尔根”（Bouchavesnes-Bergen）以表纪念。《世界地名译名词典》将其误译作“布沙韦讷贝让”。

## 地理
布沙韦讷-卑尔根（49°59'6"N, 2°55'16"E）面积10.09 平方千米，位于法国上法蘭西大區索姆省，该省份为法国北部沿海省份，北起加来海峡省和北部省，西接滨海塞纳省和大西洋英吉利海峡，南至瓦兹省，东临埃纳省。
与布沙韦讷-卑尔根接壤的市镇（或旧市镇、城区）包括：萨伊-萨伊塞勒、阿莱讷、索姆河畔克莱里、梅尼勒昂纳鲁艾斯、穆瓦兰、朗库尔。
布沙韦讷-卑尔根的时区为UTC+01:00、UTC+02:00（夏令时）。

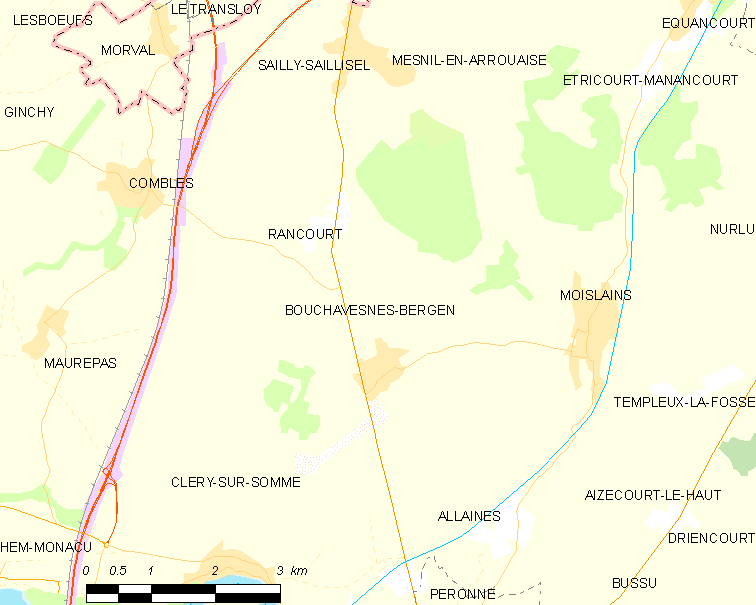
布沙韦讷-卑尔根的OSM定位图

## 行政
布沙韦讷-卑尔根的邮政编码为80200，INSEE市镇编码为80115。

## 政治
布沙韦讷-卑尔根所属的省级选区为佩罗讷县。

## 人口

1962-2008年间布沙韦讷-卑尔根人口变化图示

布沙韦讷-卑尔根于2022年1月1日时的人口数量为287人。